# Брусник
Вижте пояснителната страница за други значения на Брусник.
Брусник е село в Западна България. То се намира в община Брезник, област Перник.

## География
Село Брусник се намира в планински район, в южния дял на историко-географската област Бурел. Брусник е последното село на историко-географската област Бурел на юг. След него започват селата от Граово. То е и единственото село от Бурел, което в административно отношение принадлежи към селищата в община Брезник. През него минава път, който води от Брезник към централното село на Бурел - Габер, към границата със Сърбия на запад и към Драгоман и Сливница на север и североизток. На около 1000 m западно от селото е най-високият връх в Бурел. Върхът носи името Бука, тъй като на самия връх от векове растат една до друга седем огромни буки.